# (407711) 2011 UF213
(407711) 2011 UF213 es un asteroide perteneciente al cinturón de asteroides, región del sistema solar que se encuentra entre las órbitas de Marte y Júpiter.
Fue descubierto el 1 de octubre de 2011 por el equipo del proyecto Spacewatch desde el observatorio Nacional de Kitt Peak.

## Designación y nombre
Designado provisionalmente como 2011 UF213.

## Características orbitales
2011 UF213 está situado a una distancia media del Sol de 2,332 ua, pudiendo alejarse hasta 2,523 ua y acercarse hasta 2,142 ua. Su excentricidad es 0,082 y la inclinación orbital 5,735 grados. Emplea 1301,10 días en completar una órbita alrededor del Sol.

## Características físicas
La magnitud absoluta de 2011 UF213 es 18,05.